# Văn hóa Hà Mỗ Độ

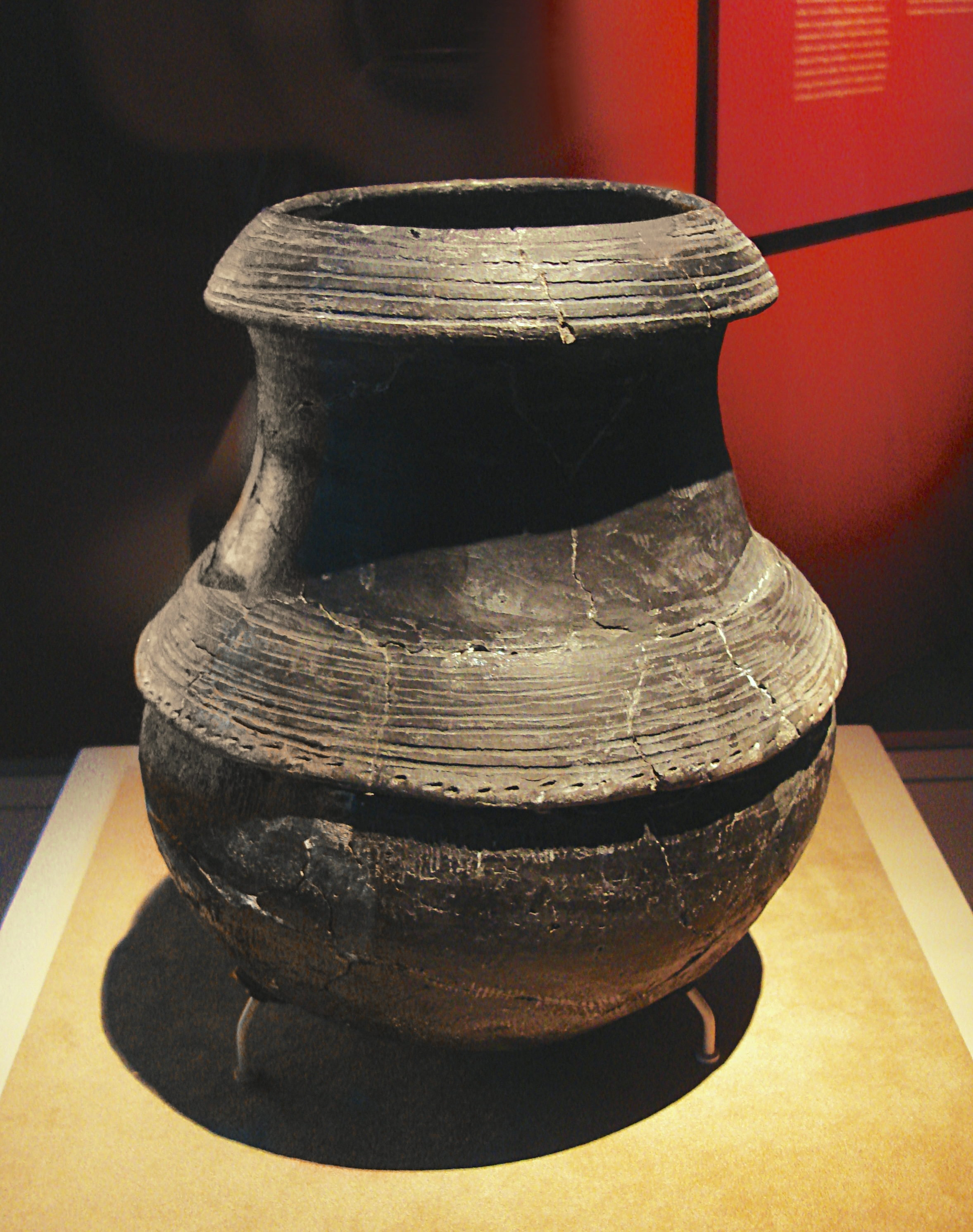
Đồ gốm đem thuộc văn hóa Hà Mỗ Độ

Văn hóa Hà Mỗ Độ (河姆渡文化) (5000 TCN - 4500 TCN) là một nền văn hóa thuộc thời đại đồ đá mới, phát triển rực rỡ ở ngay phía nam vịnh Hàng Châu thuộc vùng Giang Nam, nay thuộc địa phận của Dư Diêu, Chiết Giang. Di chỉ Hà Mỗ Độ nằm cách 22 km về phía tây bắc của Ninh Ba, được khai quật vào năm 1973. Các di chỉ thuộc văn minh Hà Mỗ Độ cũng được phát hiện trên các hòn đảo thuộc Chu Sơn.
Văn hóa Hà Mỗ Độ cùng tồn tại với văn hóa Mã Gia Banh song là hai nền văn hóa riêng biệt và khác biệt, có sự chuyển giao văn hóa giữa hai phía. Hai cơn lụt lớn đã khiến Diêu Giang gần đó đổi dòng và đất đai nhiễm mặn, khiến người dân Hà Mỗ Độ phải từ bỏ các khu định cư của họ. Người Hà Mỗ Độ sống trong các ngôi nhà sàn dài.
Văn hóa Hà Mỗ Độ là một trong những nền văn hóa đầu tiên có hoạt động canh tác lúa. Những cuộc khai quật gần đây tại di chỉ Điền Loa Sơn thuộc văn hóa Hà Mỗ Độ đã chứng minh rằng lúa đã trải qua các thay đổi tiến hóa mà được công nhận là thuần hóa. Hầu hết các hiện vật được phát hiện tại Hà Mỗ Độ có xương động vật, ví dụ như cuốc được làm từ xương vai dùng trong canh tác lúa.
Cư dân thuộc nền văn hóa Hà Mỗ Độ cũng sản xuất đồ gỗ sơn. Tàn tích của nhiều loài cây khác nhau, bao gồm củ ấu, sen hồng, quả đầu, dưa, kiwi dại, mâm xôi, đào, khiếm thực và bầu, được tìm thấy tại Hà Mỗ Độ và Điền Loa Sơn. Người dân Hà Mỗ Độ có khả năng thuần hóa lợn, chó song vẫn tiến hành săn bắn với số lượng lớn hươu nai và một số trâu hoang dã. Hoạt động đánh cá cũng được tiến hành trên quy mô lớn, đặc biệt tập trung vào cá giếc. Các hoạt động đánh cá và săn bắn có bằng chứng là dấu tích của lao, cung và mũi tên bằng xương. Các dụng cụ âm nhạc, như còi bằng xương và trống bằng gỗ, được phát hiện tại di chỉ Hà Mỗ Độ.
Cư dân nền văn hóa Hà Mộ Độ làm ra một loại đồ gốm dày và xốp. Đồ gốm có đặc điểm riêng là màu đen đặc trưng và được làm với bột than gỗ. Các trang trí thực vật và hình học thường được vẽ lên đồ gốm, đồ gốm đôi khi cũng có văn thừng. Họ cũng sản xuất ra đồ trang trí ngọc bích chạm trắc, các đồ tạo tắc chạm trắc từ ngà voi, và các bức tượng nhỏ làm bằng đất sét.
Các amip và phấn hoa hóa thạch cho thấy văn hóa Hà Mỗ Độ xuất hiện và phát triển vào giữa khí hậu tối thích nghi Holocene. Một nghiên cứu về mực nước biển tại một đường bờ dâng cao ở đồng bằng Ninh Thiệu từ 7000 – 5000 năm trước cho thấy rằng mực nước biển ổn định, và trong giai đoạn từ 5000 đến 3900 năm trước thì thường xuyên bị ngập nước.